# متحف قطارات إسرائيل

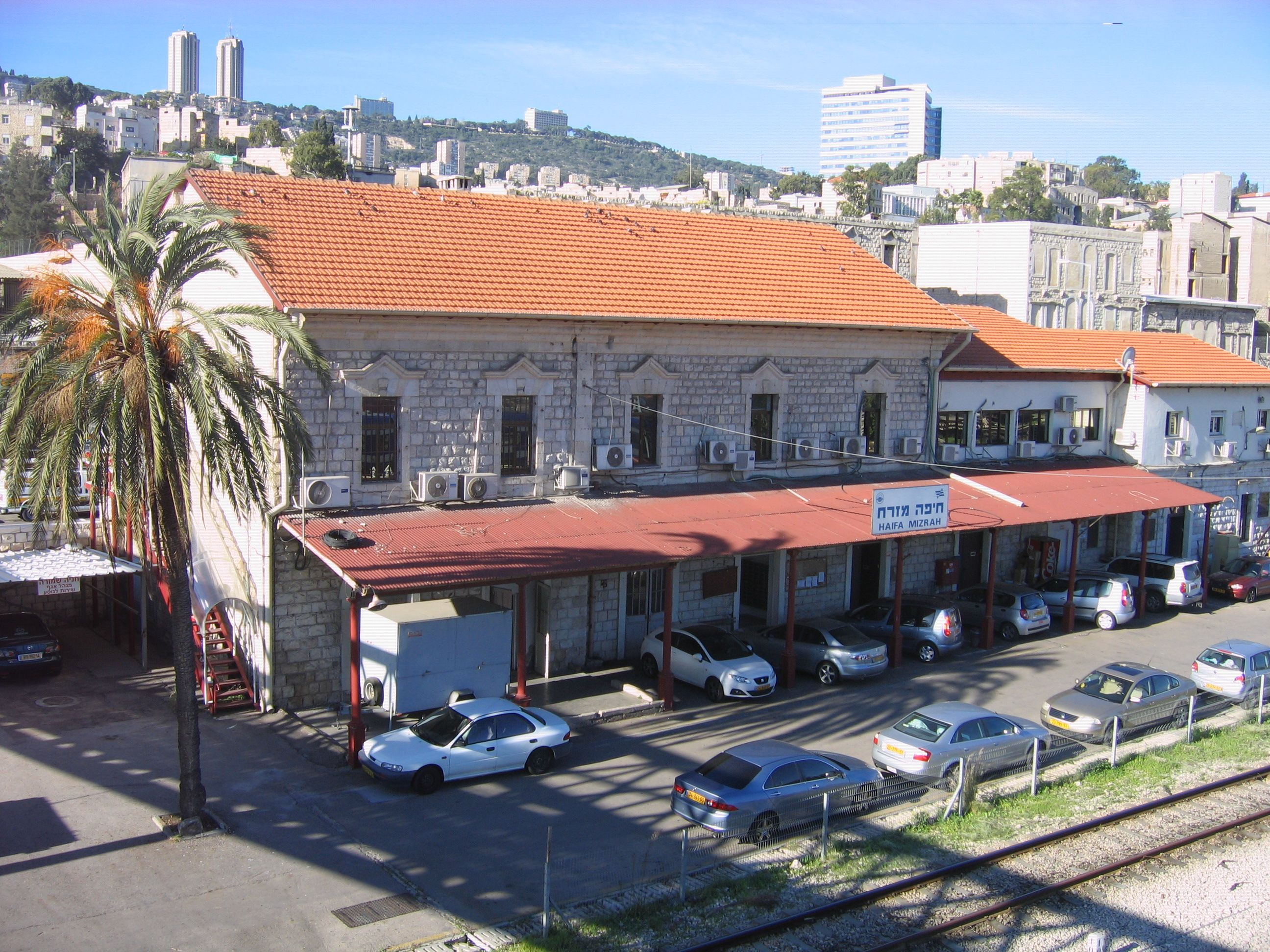
مقر المتحف، وهو محطة حيفا شرق.

متحف قطارات إسرائيل (بالعبرية: מוזיאון רכבת ישראל) هو متحف السكك الحديدية الوطنية في إسرائيل. يقع في حيفا، وتعود ملكيته إلى شركة قطارات إسرائيل. وقد وتم افتتاحه عام 1983 في مكان محطة سكة حديد حيفا الشرق، التي لم تعد في الوقت الحاضر تخدم الركاب، حيث تعرضت للتفجير على يد أحد المنظمات الصهيونية عام 1946، أي قبل النكبة.